# Malcolm Young
Malcolm Mitchell Young (Glasgow, Skócia, 1953. január 6. – 2017. november 18.) skót származású ausztrál zenész, az ausztrál AC/DC hard rock együttes egyik alapító tagja és egyben ritmusgitárosa. A közhiedelemmel ellentétben nem Angus Young, hanem ő volt a zenekar vezetője. 2014 szeptemberében bejelentette, hogy betegsége miatt végleg visszavonul.

## Zenei Pályafutása
Malcolm Mitchell Young 1953. január 6-án született a skóciai Glasgowban, William Young és Margaret Young hetedik gyermekeként. 1963-ban szüleivel együtt áttelepült Sydneybe. Első hangszerét (egy ócska akusztikus gitárt) az anyjától kapta. Apró kezével nem érte át a hangszer nyakát, ezért gyakran kénytelen volt az üres húrokat pengetni. A zene kezdetben csak szórakozás volt számára, nem szenvedély. Bátyja, George az Easybeats együttes sztárja volt, többek között ő is inspirálta, hogy zenészi pályafutásba kezdjen. Első elektromos gitárját, egy Gretsch Jet Firebirdöt George Young zenésztársától, Harry Vandától kapta.
Malcolmra olyan blues-rock zenészek és együttesek voltak hatással, mint Eric Clapton, a John Mayall and the Bluesbreakers, a Fleetwood Mac, Paul Butterfield, Mike Bloomfield, Muddy Waters, Little Richard, Jerry Lee Lewis, és mindenekelőtt Chuck Berry. Első fontosabb zenekara a Belzebub Blues nevet viselte. Itt Malcolm volt a szólógitáros. Az 1968-ban alakult csapat 1971-re feloszlott. Ugyanebben az évben a Velvet Underground (nem összetévesztendő a legendás New York-i együttessel) Sydney-be tette át a székhelyét, és szükségük volt egy gitárosra. A munkát végül Malcolm kapta meg. Miután a Velvet Underground zenéje folyamatosan változott, átkeresztelték az együttest Ponyra. Később összeálltak Ted Mulry énekessel, de Malcolmnak ez a felállás nem tetszett, így kilépett a csapatból. Nem sokkal később a Pony feloszlott.
Ezután jött az öccsével, Angus Younggal közös projekt ötlete. Sydneyben látták a The Yardbirds, majd a The Who és a Small Faces koncertjét, amiből sokat tanultak. 1972 végén aztán megalakították saját zenekarukat, az AC/DC-t. 1973-ban George Young és Harry Vanda is megérkeztek Ausztráliába, és Marcus Hook Roll Band néven készítettek lemezt, amelyen Malcolm és Angus is játszott. Ez volt az első és utolsó közös felvételük, amely nem az AC/DC neve alatt jelent meg.

## Diszkográfia

### Marcus Hook Roll Band
- Tales of Old Granddaddy (1973, újrakiadás 1994)

### AC/DC
- 1975 T.N.T.
- 1976 High Voltage
- 1976 Dirty Deeds Done Dirt Cheap
- 1977 Let There Be Rock
- 1978 Powerage
- 1979 Highway to Hell
- 1980 Back in Black
- 1981 For Those About to Rock
- 1983 Flick of the Switch
- 1985 Fly on the Wall
- 1986 Who Made Who
- 1988 Blow Up Your Video
- 1990 The Razors Edge
- 1995 Ballbreaker
- 2000 Stiff Upper Lip
- 2008 Black Ice
- 2014 Rock or Bust